# Kornören
Kornören är en ö i Finland. Den ligger i Bottenviken och i kommunen Karleby i den ekonomiska regionen  Karleby i landskapet Mellersta Österbotten, i den nordvästra delen av landet. Ön ligger omkring 13 kilometer väster om Karleby och omkring 420 kilometer norr om Helsingfors.
Öns area är 0,9 hektar och dess största längd är 110 meter i nord-sydlig riktning.